# Cołga
Cołga (ros. Цолга) – wieś (ułus) w Rosji, w Buriacji, w rejonie muchorszybirskim. W 2010 liczyła 737 mieszkańców.